# Roger Nivière
Alexandre Louis Marie Roger Nivière (ur. 10 stycznia 1867 w Paryżu, zm. 28 kwietnia 1917 tamże) – francuski strzelec, olimpijczyk. Brat Jacques’a, także olimpijczyka.
Brał udział w Letnich Igrzyskach Olimpijskich 1900. Startował tylko w trapie, w którym zajął 22. miejsce. 

## Wyniki

### Igrzyska olimpijskie
| Igrzyska   | Konkurencja | Wynik       | Miejsce | Źródło |
| ---------- | ----------- | ----------- | ------- | ------ |
| Paryż 1900 | Trap        | brak danych | 22      | [ 1 ]  |